# Втрати 385-ї артилерійської бригади (РФ)
У статті наведено подробиці поіменних втрат 385-ї артилерійської бригади Збройних сил РФ у різних війнах.

## Російсько-українська війна
| п/п | Прізвище, ім'я, по-батькові                                          | Звання            | Дата народження | Дата смерті | Місце смерті |
| --- | -------------------------------------------------------------------- | ----------------- | --------------- | ----------- | ------------ |
| 1.  | Матвєєв Андрій Олександрович (рос. Матвеев Андрей Александрович)     | молодший сержант  | 18.09.1986      | 28.02.2022  |              |
| 2.  | Сивець Олексій Олександрович (рос. Сивец Алексей Александрович)      | рядовий           |                 | 06.03.2022  | Стара Басань |
| 3.  | Носов Олексій Сергійович (рос. Носов Алексей Сергеевич)              | рядовий           | 29.10.2002      | 14.03.2022  |              |
| 4.  | Маскутов Шаміль Бікмухаметович (рос. Маскутов Шамиль Бикмухаметович) | єфрейтор          | 10.12.1981      | 18.03.2022  |              |
| 5.  | Сирямкін Олесандр Юрійович (рос. Сырямкин Александр Юрьевич)         | молодший сержант  | 21.02.1998      | 26.03.2022  |              |
| 6.  | Багомедов Паузула Алібекович (рос. Багомедов Паузула Алибекович)     | старший лейтенант | 03.10.1995      | 26.03.2022  |              |
| 7.  | Рибаков Даніс Олександрович (рос. Рыбаков Данис Александрович)       | єфрейтор          | 04.03.1999      | 26.03.2022  |              |
| 8.  | Хакім'ян Вілович Карагулов (рос. Хакимьян Вилович Карагулов)         | сержант           | 10.01.1997      | 26.03.2022  |              |
| 9.  | Маулятов Ілля Олексійович (рос. Маулятов Илья Алексеевич)            | рядовий           | 01.08.2001      | 19.04.2022  |              |
| 10. | Ташкінов Андрій Сергійович (рос. Ташкинов Андрей Сергеевич)          | старший лейтенант | 15.03.1995      | 21.05.2022  |              |
| 11. | Борець Ігор Олександрович (рос. Борец Игорь Александрович)           | рядовий           | 25.06.1999      | 27.06.2022  |              |
| 12. | Сударкін В'ячеслав Сергійович (рос. Сударкин Вячеслав Сергеевич)     | старший сержант   | 16.01.1978      | 10.08.2024  |              |